# Megastigmus maculipennis
Megastigmus maculipennis är en stekelart som beskrevs av Keizo Yasumatsu och Kamijo 1979. Megastigmus maculipennis ingår i släktet Megastigmus och familjen gallglanssteklar. Inga underarter finns listade i Catalogue of Life.